# Mohamed Bouterfassa
Mohamed Bouterfassa (ur. 4 listopada 1988) – algierski zapaśnik walczący w stylu klasycznym. Zajął 34 miejsce na mistrzostwach świata w 2010. Pięciokrotnie stawał na podium mistrzostw Afryki, w tym cztery razy na drugim stopniu: w 2009, 2011, 2012 i 2013. Mistrz arabski w 2010 i 2012. Zdobył brązowy medal na igrzyskach panarabskich w 2011 i mistrzostwach śródziemnomorskich w 2012 roku.